# Acilia

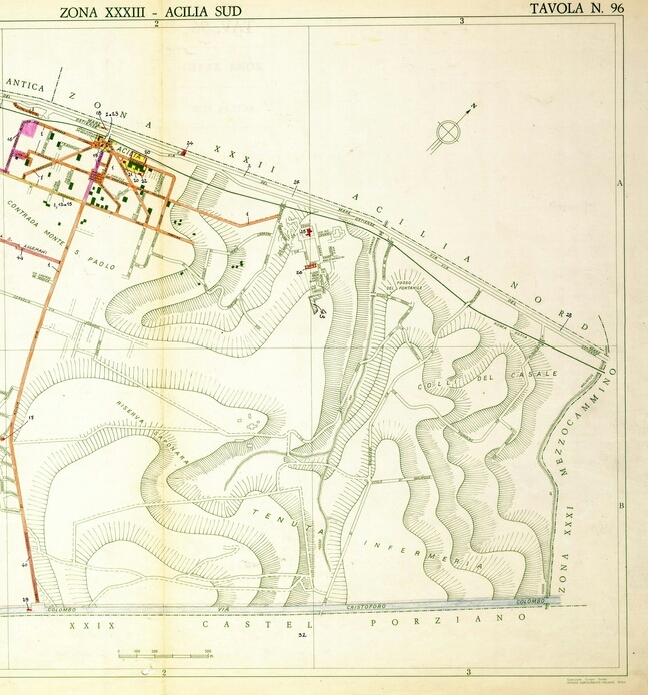
Borgo Acilio negli anni venti in una mappa degli anni cinquanta

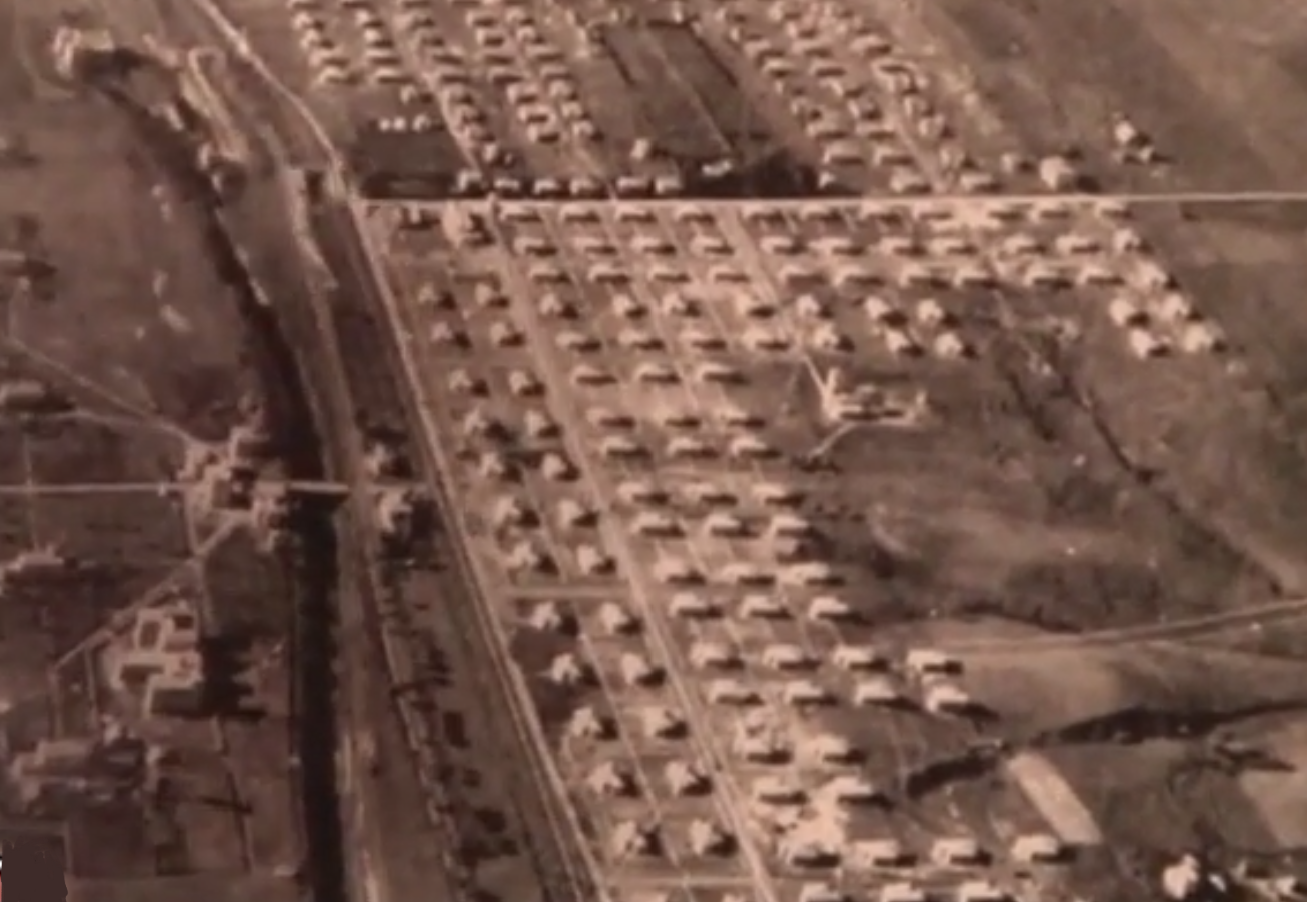
Vista aerea storica

Acilia è una frazione di Roma Capitale, già borgata ufficiale, situata nelle zone Z. XXXII Acilia Nord e Z. XXXIII Acilia Sud, nel territorio del Municipio Roma X (ex Municipio Roma XIII).

## Geografia fisica
Sorge al km 18-19 della via del Mare tra il quartiere dell'Eur ed Ostia, divisa in Acilia Nord, estesa tra il fiume Tevere e la via Ostiense ed Acilia Sud, da questa via fino a verso la via Cristoforo Colombo, esternamente al Grande Raccordo Anulare, confinando con Casal Palocco.

## Storia
Il territorio di Acilia fu abitato già in età preistorica, come reperti trovati confermano.
Il primo nucleo urbano di cui si hanno notizie è quello della latina Ficana, sito abitato sin dalla fine del II millennio a.C. Ficana fu eretta in cima al Monte Cugno, intorno alle cui pendici il Tevere compiva un giro, permettendo ai ficani una posizione dominante per il controllo dei traffici sul fiume; per questo scopo i ficani eressero qui la loro città. Roma per espandersi verso il mare dovette abbattere Ficana, distrutta, secondo la tradizione, da Anco Marzio.
Acilia prende il nome dall'antica famiglia aristocratica romana degli Acilii Glabriones, che ebbero in zona una sontuosa villa oramai scomparsa; gli Acilii utilizzarono il territorio come possedimento agricolo. Recenti ritrovamenti archeologici, al lato dell'antica via Ostiense, hanno riportato alla luce uno scalo di epoca romana utilizzato come luogo di mercato. La via Ostiense collegava Roma ai porti di Ostia e di Porto e con la via Portuense aveva intenso traffico di merci e passeggeri verso l'Urbe o viceversa, verso i porti d'imbarco. Molti personaggi di fama storica passarono per Acilia di allora, tra cui Cleopatra VII, Nerone, Gaio Giulio Cesare, Augusto, Paolo di Tarso durante uno dei suoi viaggi; del suo passaggio rimane la zona di Acilia chiamata ancora Monti di San Paolo. Nel 1950 durante lavori agricoli, fu trovato un pregevole sarcofago romano denominato poi Sarcofago di Acilia.
Nel medioevo, caduta la potenza romana, il traffico sulla via Ostiense rimase abbastanza intenso per via delle saline di Ostia la cui produzione di sale restava forse l'unica fonte di benessere della zona, diventata un ammasso di rovine e paludi. Il sale era pagato letteralmente a peso d'oro e i briganti e "fattacci" sulla via di Ostia erano all'ordine del giorno. Ad Acilia ci sono antiche cronache in merito e la presenza dei briganti è ricordata dalle zone chiamate ancora "Ponte ladrone" e "Malafede".
Nel 1913 la zona di Acilia viene approvata, con un Consiglio Comunale dell'epoca, come località rurale nel piano per la prevista colonizzazione dell'Agro Romano. Nel 1916, in piena prima guerra mondiale, Acilia è requisita dall'Autorità Militare per l'accantonamento delle scorte militari e l'apertura di un campo di concentramento per soldati austriaci prigionieri, impiegati alla costruzione della linea ferroviaria Roma-Ostia.
Una prima stazione antimalarica nacque ai primi decenni del XX secolo a seguito dell'intensa opera di bonifica dei vasti stagni di Ostia, nella piana alluvionale del Tevere. che portò nel 1919 alla creazione del cosiddetto Borgo Acilio da parte dei progetti di "Roma Marittima" del grande ingegnere Paolo Orlando per la sistemazione e la bonificazione dell'Agro romano. Fino ad allora la zona si era chiamata Monti di San Paolo.
Il 28 ottobre 1928 fu aperta la seconda autostrada al mondo, dopo la Milano-Laghi, la Roma-Ostia o più conosciuta come "Via del Mare". Questa autostrada partiva dal "Teatro di Marcello" a Roma e univa simbolicamente il Campidoglio con il mare della Capitale. Questa autostrada attraversa e divide in due Acilia come del resto fa la ferrovia Roma-Ostia di costruzione precedente, che insieme alla via Ostiense le scorrono parallele.
Il progetto dell'attuale Acilia fu redatto nel 1939 e terminato dopo 8 mesi con una prima realizzazione nel 1940 a poche settimane dall'ingresso dell'Italia nella seconda guerra mondiale. Il governo fascista, su interessamento della principessa Iolanda Margherita di Savoia, decise di dare un alloggio alle famiglie numerose e più indigenti di Roma. Erano stati compiuti i famosi sventramenti nel centro della città per cui molte famiglie furono collocate nelle borgate ufficiali volute dal regime, ma non fu questo il caso di Acilia, in quanto quest'ultima sorse anni dopo tali sventramenti.
Furono lottizzati i terreni intorno alla via del Mare, all'altezza di Borgo Acilio, in frazioni di circa 1000 metri quadri ciascuna e attraverso uno schema di vie a reticolo ortogonale, furono collegate tra loro.
Per le case fu eseguito il progetto che prevedeva l'uso preponderante di un materiale di costruzione assai economico, il "Populit", un materiale costituito da una specie di grossa paglia in fibra di legno pressata e compattata con una velatura di cemento, ideato durante la precedente Autarchia dall'ingegnere svizzero Dario Pater, amico personale di Mussolini.

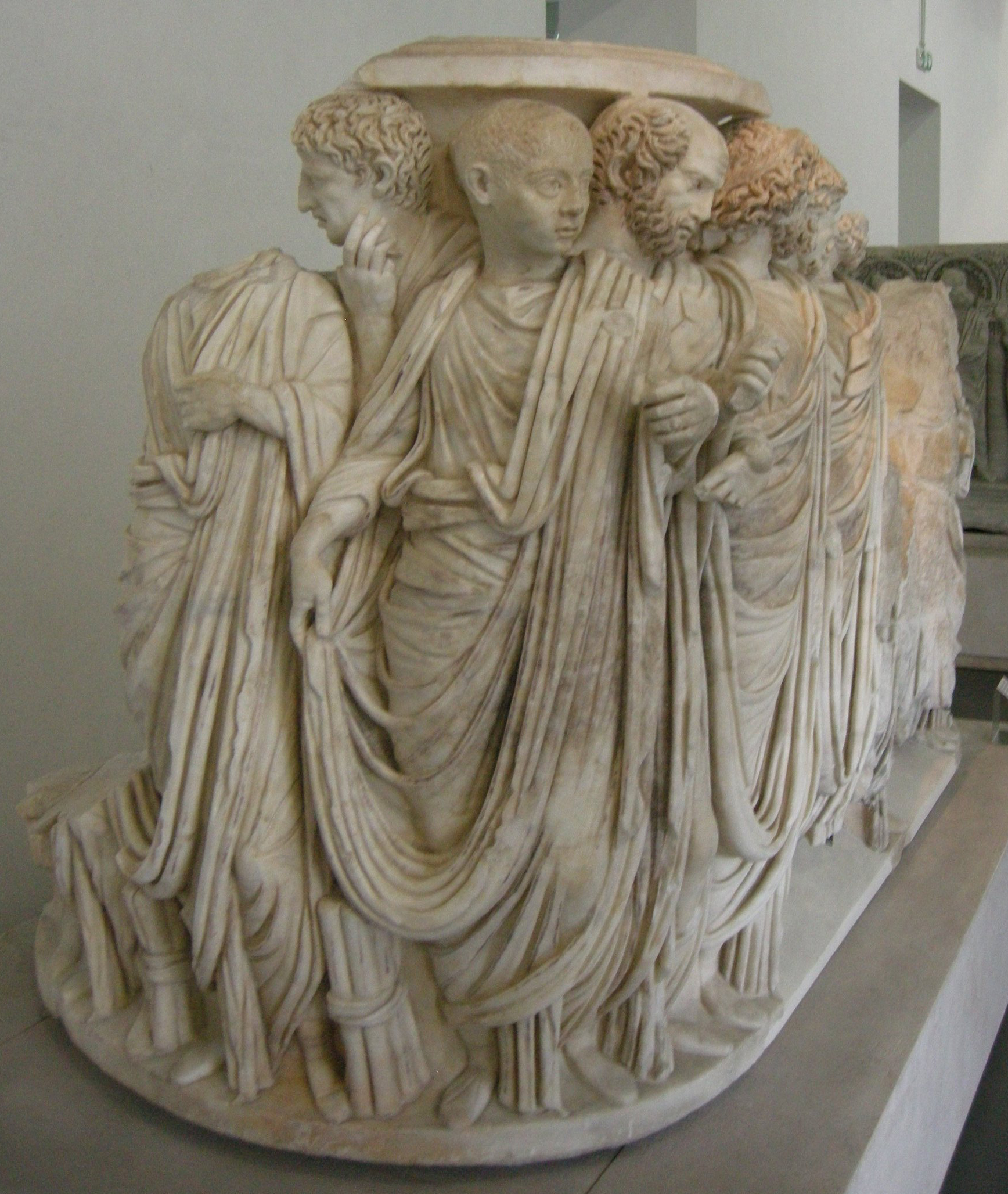
Il Sarcofago di Acilia (III sec.), rinvenuto in zona ed esposto al Palazzo Massimo alle Terme

Le "Casette Pater", che ne vennero fuori erano casette bifamiliari su un unico piano, realizzate con pannelli rettangolari di "Populit", formanti i muri perimetrali; il solaio costruito con intravature complesse sostenenti un tetto di tegole a spiovente, tutte uguali e tutte dotate di oltre 1.000 m² di terreno di pertinenza, per lo più usato ad orto/giardino. Erano prive in origine, di portico, terrazzi, box, soffitte e cantine (non hanno nemmeno le fondamenta).
Erano a pigione bassa di circa 90 lire al mese. Il contratto d'affitto non prevedeva il passaggio in proprietà; se le autorità riscontravano da parte del locatario un diverso uso e destinazione del terreno o della casa, che non fosse l'uso personale abitativo o per grave inosservanza delle varie clausole sulla buona tenuta dell'abitazione, il contratto veniva rescisso. Queste casette "rapide", antesignane dei moderni prefabbricati, dovevano durare qualche anno, ma molte esistono ancora oggi.
Per l'inaugurazione di Acilia, con le prime 150 delle 286 casette Pater ancora da costruire, Il 21 aprile 1940 venne Benito Mussolini in persona accompagnato tra gli altri, dal segretario del partito di allora Ettore Muti. Mussolini visitò le prime casette Pater vicino alla via del Mare e nella piazzetta dov'era la Chiesa della Sacra Famiglia oggi scomparsa, incontrò la popolazione di Acilia.
Per anni molti abitanti di Acilia, scoprendo le caratteristiche delle economiche pareti di fibra di legno stuccata (se si batteva con un martello un chiodo su una parete, questo spariva nel muro), credettero a una truffa che il "Duce" non conosceva perché "a lui avevano fatto vedere quelle costruite con i mattoni".

Le casette erano divise ciascuna in due appartamenti, formati da salone angolo cottura, un piccolo bagno, dotato solo di un vaso WC e piccolo lavandino e due camere, una grande e una piccola; anche il terreno veniva diviso a metà per la cura degli orti che numerosissimi crebbero in seguito; l'acqua era a forfait, un grande cassone posto in alto in ciascun bagno raccoglieva continuamente acqua erogata razionata da una chiavetta bollata non regolabile; per irrigare l'orto si scavarono pozzi azionati da pompe idrauliche a mano.

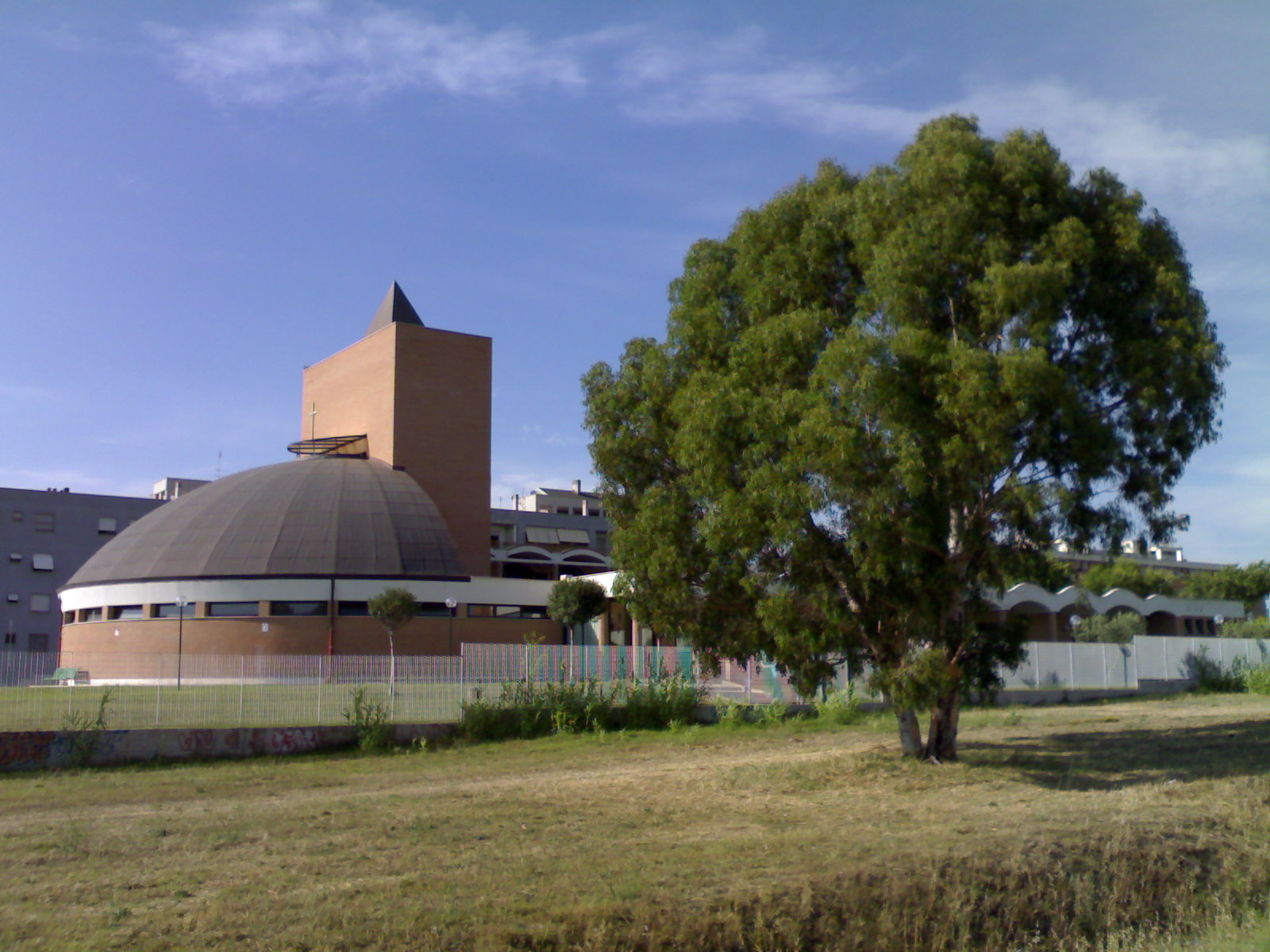
Il complesso parrocchiale “Santa Gianna Beretta Molla"

Le casette dovevano essere abitate da due famiglie diverse, ma, visto il grande numero di componenti di ciascuna delle "numerose", il governo fascista decise di dare una casa a famiglia. Paradossalmente ogni famiglia, pur sotto lo stesso tetto, viveva in due appartamenti separati, con due ingressi principali, due cucine, due saloni ma ben 4 camere e due bagni e un terreno di 1000 m².
I traslochi della mobilia e delle masserizie degli assegnatari furono effettuati gratuitamente su autocarri del Governatorato di Roma, che si occupò persino della fornitura delle lampadine elettriche. I primi abitatori di Acilia sembravano più coloni che inquilini. La zona scelta per l'insediamento era umida, fredda, sabbiosa e desolata, non certo adatta alla salute di chi ci viveva; ma forse una casa con bagno molte famiglie ancora non l'avevano mai avuta.
Il "centro commerciale" di allora, era la zona dei Monti di San Paolo, dov'era l'osteria, la chiesa della Sacra Famiglia, completa di campanile anch'essa in fibra di legno pressata, un porticato con un bar e qualche negozietto di alimentari e merce varia, il tutto intorno ad una piazzetta, piazzetta che nel dopoguerra fu intitolata a Lido Duranti, martire aciliano delle Fosse Ardeatine.
La zona al di là della ferrovia era collegata da un tornante per i pedoni e le macchine, il "Ponte di Acilia" che scavalcava la Via del Mare con un lungo arco decorato con tondi di fasci littori; da qui si scendeva per arrivare alla stazione di Acilia oppure più avanti si attraversava il ponte sulla ferrovia e si era ad "Acilia vecchia" quella del Borgo Acilio, formata dalla Casa del Fascio, le scuole elementari inaugurate il 27 ottobre 1929, il presidio medico, qualche casa e più avanti dalla chiesa di san Leonardo da Porto Maurizio, inaugurata il 7 novembre del 1936.
Pomposamente, com'era nello stile della propaganda fascista, Acilia fu inserita nella collana "Le città di Mussolini" con un piccolo libro, illustrato con diverse fotografie. In queste foto si mostrava la famiglia-tipo di Acilia mentre coltivava l'orto, desinava e passeggiava sui nuovi viali della borgata; per quelle foto ai giornalisti, la famiglia aveva indossato gli abiti più decorosi che possedeva: si vedevano signore a pranzo con il vestito da sera di festa, uomini che coltivavano l'orto con il vestito del matrimonio e ragazzi che giocavano con il vestito della Prima Comunione. I giornalisti scrissero che quello che stupiva di Acilia era l'estrema povertà dei suoi abitanti.
In tempo di guerra per ragioni militari gli abitanti dovettero esodare e le casette aciliane furono occupate da diversi sfollati. Fu nel dopoguerra dopo lotte legali che molti poterono rientrare nelle loro case.
Sempre nel dopoguerra vi fu l'insediamento dei profughi giuliano-dalmati provenienti dall'Istria, ceduta per i trattati di guerra alla Jugoslavia. Fu eretto per loro un altro centro abitativo chiamato "Villaggio giuliano" nel territorio di Acilia vicino alla ferrovia; con il tempo questa zona divenne malfamata.
Oggi Acilia ospita un'edilizia sia popolare sia residenziale, un polo industriale e tre stazioni della Linea Roma-Lido: Acilia, Acilia Sud-Dragona (nelle zone di Acilia Sud e Dragona) e Casal Bernocchi-Centro Giano (nelle zone di Casal Bernocchi e Centro Giano).
Acilia ospita una ricca biblioteca del sistema bibliotecario del Comune di Roma, dedicata allo scrittore e giornalista Sandro Onofri, i teatri Domma e San Pio , il vivaio municipale

## Monumenti e luoghi d'interesse

### Architetture religiose
In zona Acilia Sud

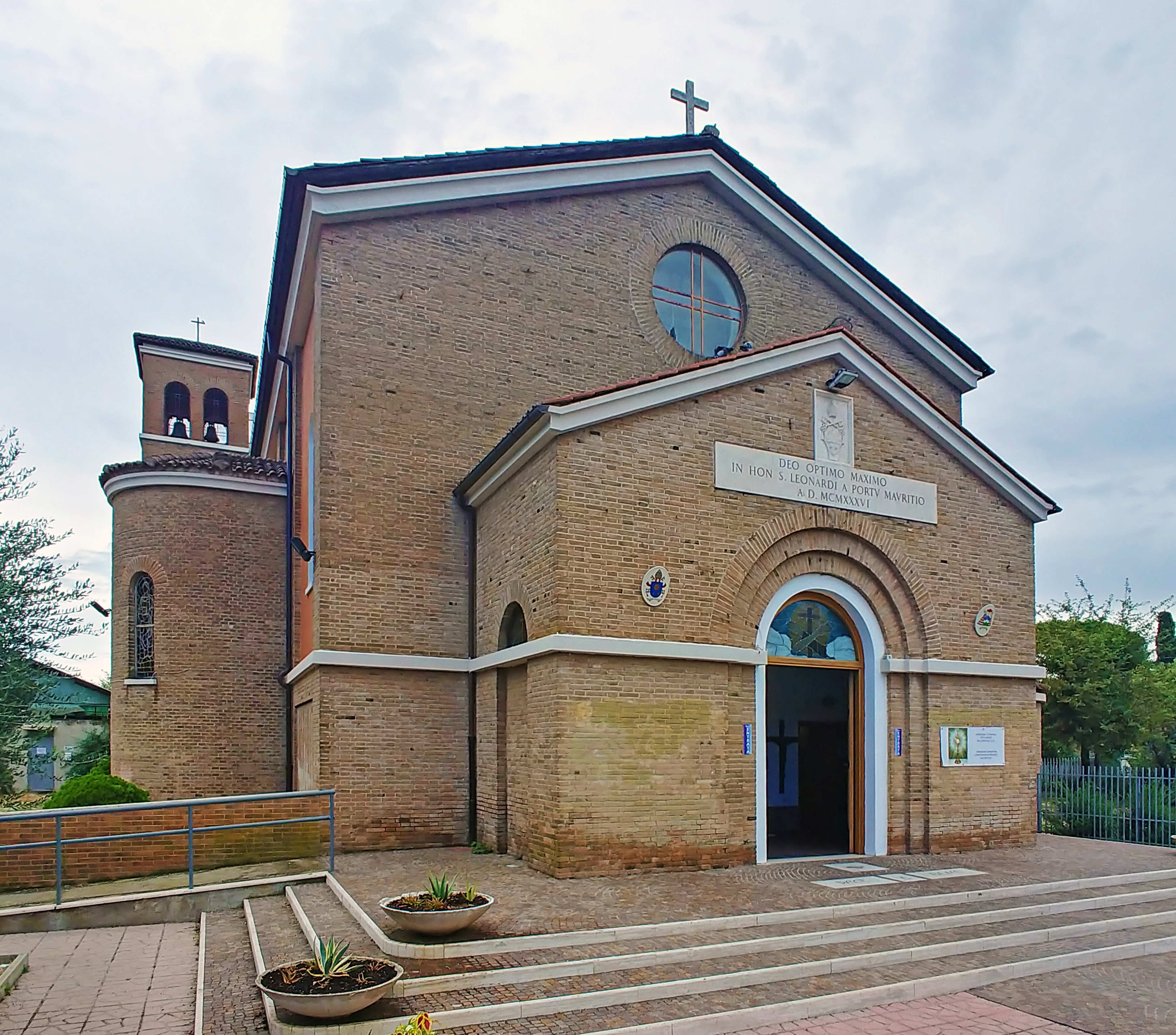
La chiesa di San Leonardo da Porto Maurizio

- Chiesa di San Leonardo da Porto Maurizio, su via Ludovico Antomelli. Chiesa del XX secolo (1936).

Edificio in stile razionalista, progetto dell'architetto Francesco Fornari. Parrocchia eretta il 5 novembre 1936 con il decreto del cardinale vicario Francesco Marchetti Selvaggiani "In regione Ostiensi".
- Chiesa di San Giorgio Martire, su largo San Giorgio. Chiesa del XX secolo. 41.778803°N 12.358852°E

Parrocchia eretta il 1º febbraio 1963 con il decreto del cardinale vicario Clemente Micara "Succrescente incolarum numero".
- Chiesa di Santa Melania juniore, su via Eschilo. Chiesa del XX secolo (1984-86).

In zona Acilia Nord
- Chiesa di San Francesco d'Assisi ad Acilia, su largo Cesidio da Fossa. Chiesa del XX secolo (1953). 41.781987°N 12.351949°E

Parrocchia eretta il 16 ottobre 1954 con decreto del cardinale vicario Clemente Micara "Pontifice Maximo".
- Chiesa di San Maurizio Martire, su via del Poggio di Acilia. Chiesa del XX secolo.

Parrocchia eretta il 27 ottobre 1978 con decreto del cardinale vicario Ugo Poletti "Il sommo pontefice".

## Geografia antropica

### Suddivisioni storiche
Fanno parte di Acilia gli agglomerati di Monti di San Paolo (zona "O" 29), Case Basse e Acilia Nuova.

## Infrastrutture e trasporti
|  | È raggiungibile dalla stazione Acilia. |

## Sport

### Calcio
- S.S.D. Atletico Acilia (colori sociali Bianco Rosso) che, nel campionato 2019-20, milita nel campionato maschile di Promozione.[15]
- Città di Acilia (colori sociali Bianco Rosso) che, nel campionato 2019-20, milita nel campionato maschile di Prima categoria.[16]

### Rugby
- Roma Mare Rugby

### Baseball
- Cali Roma Baseball 1972

### Impianti sportivi
Lo stadio Kristall di Acilia è il più grande impianto sportivo del quartiere.
Vi disputa le partite interne la Roma Mare Rugby militante in serie C. Fino a pochi anni fa era la casa della Pro Calcio Acilia Sono presenti due tribune, quella sul lato ovest è provvista di copertura, e nella parte centrale si trovano anche i box per le riprese televisive e l'area per i giornalisti La tribuna sul lato est è più bassa e non presenta copertura.
La capienza totale è di 2.264 posti.
È inoltre presente un campo regolamentare di Baseball, dove milita la società Cali Roma Baseball 1972, l'impianto polisportivo Le Cupole dove vengono giocate partite di pallanuoto junores della SS Lazio. e un campo di Golf sulla via del Mare.